# Furiani
Furiani es una comuna y población de Francia, en la región de Córcega, departamento de Alta Córcega.
Su población en el censo de 2006 era de 4.829 habitantes. Forma parte de la aglomeración urbana de Bastia.